# Polyacanthorhynchus rhopalorhynchus
Espèce
Synonymes
- Echinorhynchus rhopalorhynchus Diesing, 1851 - protonyme

Polyacanthorhynchus rhopalorhynchus est une espèce d'acanthocéphales de la famille des Polyacanthorhynchidae.
C'est un parasite digestif de caïmans du bassin de l'Amazone.
Il a été découvert par Diesing en 1851,.